# Yábor
Miguel Ángel Nemer Serrón, más conocido por su nombre artístico Yábor (Montevideo, 11 de setiembre de 1950) es un cantautor, guitarrista, compositor, poeta y escritor uruguayo conocido principalmente por su labor artística en el campo de la música afrouruguaya.

## Biografía

### Primeros años
Yábor nace en el barrio montevideano de Pueblo Nuevo, perteneciente al distrito capitalino de La Unión, zona con una importante tradición murguera y cuna de distintas agrupaciones de candombe.
A los 6 años comienza sus estudios de música y a los 14 años luego de cursar estudios de acordeón a piano y guitarra obtiene el título de Profesor de Música, egresando del Conservatorio Schubert de Montevideo. Dentro sus docentes se cuentan Juan José Hernández (acordeón a piano), y los guitarristas Ricardo Miranda, José Murguiondo, Rodolfo Larriera, Carlos Oyanguren y Abel Carlevaro.
A su formación inicial en música clásica le fue incorporando ritmos autóctonos del Río de la Plata como tango, milonga y otras corrientes de raíz folclórica. Asimismo recibe las influencias beat y rock de la década de 1960.
Tiene ascendencia libanesa. El pueblo originario de sus antepasados es "Anfeh" que se ubica a unos pocos kilómetros de Beirut. Su apellido significa “Tigre” en árabe. El apellido “Nemer” predomina en esa misma zona por lo que se cree puede haber aún parientes cercanos al cantautor.

### Comienzos artísticos
Hacia 1965 comienza su carrera profesional integrando grupos de folclore criollo como "Los Algarrobos" y "Las Voces del Arequita". Al año siguiente es invitado a participar del grupo folclórico "Los troperos del alba", con quienes registró sus primeras grabaciones en un disco doble editado en 1968, llegando a brindar presentaciones artísticas en Chile.
Las distintas influencias que recibió en estos años de formación se materializaron en su participación en grupos de diferentes estilos como la banda de música tropical y brasileña "Imperio do Samba", o su banda pop "Los profetas" en la cual comenzó el desarrollo de su faceta autoral.

## Obra

### Discografía
- Ver las cosas (Macondo GAM 595. Uruguay. 1976)
- Simple (EMI-Odeón. Argentina. 1977)
- Yábor (EMI 6464. Argentina. 1977)
- Simple (EMI-Odeón. Argentina. 1979)
- De vuelta por el barrio (1980)
- Yábor en vivo (1981)
- Simple (EMI-Odeón. Revista Pelo. Argentina. 1981)
- No dejes de cantar (1982)
- Empezar a vivir (1983)
- Del canto popular uruguayo (1984)
- La aldea de re-fa-si (1985)
- Empezar a vivir vol. II (1988)
- Afrikanias (Sondor 44623. 1991)
- Yábor Candombe (Mucha Madera. Uruguay)
- Lo mejor de mí (1999)
- Todo x amor (Mucha Madera. Uruguay. 2007)
- De lo que soy (2010)
- 16 Grandes éxitos (Recopilación. Mucha Madera. Uruguay)